# Andrew James Louis Brennan

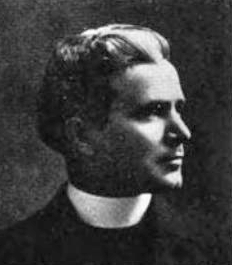
Andrew James Louis Brennan (1917)

Andrew James Louis Brennan (* 14. Dezember 1877 in Towanda, Pennsylvania, USA; † 23. Mai 1956 in Norfolk, Virginia) war ein US-amerikanischer Geistlicher und Bischof von Richmond.

## Leben
Andrew James Louis Brennan besuchte das Holy Cross College in Worcester, wo er 1900 den Bachelor of Arts erwarb. Anschließend studierte Brennan Philosophie und Katholische Theologie am St. Bernard’s Seminary in Rochester und am Päpstlichen Nordamerika-Kolleg in Rom. Er empfing am 17. Dezember 1904 das Sakrament der Priesterweihe für das Bistum Scranton. 1905 wurde Andrew James Louis Brennan in Rom zum Doktor der Theologie promoviert.
Von 1905 bis 1908 lehrte er Griechisch am St. Thomas College in Scranton. Andrew James Louis Brennan war von 1908 bis 1923 Kanzler des Bistums Scranton. Zudem war er von 1914 bis 1924 Rektor der St. Peter’s Cathedral in Scranton.
Am 23. Februar 1923 ernannte ihn Papst Pius XI. zum Titularbischof von Thapsus und bestellte ihn zum Weihbischof in Scranton. Der Bischof von Scranton, Michael John Hoban, spendete ihm am 15. April desselben Jahres die Bischofsweihe; Mitkonsekratoren waren der Bischof von Sioux Falls, Bernard Joseph Mahoney, und der Weihbischof in Hartford, John Gregory Murray. Als Weihbischof war Brennan zudem Pfarrer der Pfarrei St. Mary of Mount Carmel in Dunmore.
Am 28. Mai 1926 ernannte ihn Pius XI. zum Bischof von Richmond. Die Amtseinführung erfolgte am 16. Dezember desselben Jahres. Andrew James Louis Brennan trat am 14. April 1945 als Bischof von Richmond zurück. Daraufhin ernannte ihn Papst Pius XII. zum Titularbischof von Telmissus.